# اولاوی اویانپرا
اولاوی اویانپرا (انگلیسی: Olavi Ojanperä؛ ۲۷ اکتبر ۱۹۲۱ – ۸ مهٔ ۲۰۱۶) قایقران کانو اهل فنلاند بود.